# Отогуро, Кэйсукэ
Кэйсукэ Отогуро (яп. 乙黒圭祐 Кэйсукэ Такуто, 16 ноября 1996, Фуэфуки, Яманаси, Япония) — японский борец вольного стиля, призёр Кубка мира в команде,  участник Олимпийских игр.

## Биография
Родился в 1996 году в борцовской семье. Отец Такуто был борцом вольного стиля и тренером. Младший брат Такуто, также борец вольного стиля, олимпийский чемпион.
Кэйсукэ становился чемпионом Японии в категориях до 61 кг и 70 кг, участвовал в чемпионат мира в Будапеште, где занял 26-е место в весе до 70 кг.
В начале июля 2021 года стало известно, что Отогуро примет участие на Олимпийских играх в Токио. В августе 2021 года на Олимпиаде в схватке на стадии 1/8 финала уступил на туше казахстанцу Данияру Кайсанову и занял итоговое 14 место.

## Достижения
- Кубок мира по борьбе 2018 (команда) — ;
- Олимпийские игры 2020 — 14;